# Episodi di The Baker & the Beauty (serie televisiva 2020)
La prima stagione della serie televisiva statunitense The Baker & the Beauty, composta da 9 puntate, è stata trasmessa negli Stati Uniti d'America sul canale ABC dal 13 aprile 2020 al 1º giugno 2021.
In Italia la stagione è andata in onda su Canale 5 dal 14 giugno al 2 agosto 2021 in seconda serata tra lunedì (ep. 1 e 4) e mercoledì (ep. 2-3 e 5) e domenica (ep. 6-9).
| n° | Titolo originale                   | Prima TV USA   | Titolo italiano                             | Prima TV Italia |
| -- | ---------------------------------- | -------------- | ------------------------------------------- | --------------- |
| 1  | Pilot                              | 13 aprile 2020 | L'incontro                                  | 14 giugno 2021  |
| 2  | Ruin My Life                       | 20 aprile 2020 | L'appuntamento                              | 17 giugno 2021  |
| 3  | Get Carried Away                   | 27 aprile 2020 | Lasciati trasportare                        | 24 giugno 2021  |
| 4  | I Think She's Coming Out           | 4 maggio 2020  | Credo che farà coming out                   | 29 giugno 2021  |
| 5  | Honeymoon's Over                   | 11 maggio 2020 | La luna di miele è finita                   | 8 luglio 2021   |
| 6  | Side Effects                       | 18 maggio 2020 | Effetti collaterali                         | 11 luglio 2021  |
| 7  | Blow Out                           | 25 maggio 2020 | Tutto all'aria                              | 19 luglio 2021  |
| 8  | May I Have This Dance?             | 1º giugno 2020 | Posso avere questo ballo?                   | 26 luglio 2021  |
| 9  | You Can't Always Get What You Want | 1º giugno 2020 | Non si può avere sempre quello che si vuole | 2 agosto 2021   |

## L'incontro
- Titolo originale: Pilot
- Diretto da: David Frankel
- Scritto da: Dean Georgaris

### Trama
La notte del suo quarto anniversario, Daniel Garcia incontra Noa Hamilton, una famosa modella, poco prima che la sua ragazza, Vanessa, lo scarichi quando lui rifiuta la sua proposta di matrimonio. Noa, affermando di sentirsi male per lui, prende Daniel e gli offre tre desideri per la notte. Daniel usa il suo primo desiderio per chiedere una camicia pulita. Visitano un ristorante di proprietà di un amico di Noa, dove i due iniziano a rendersi conto di quanto siano attratti l'uno dall'altra. Daniel usa il suo secondo desiderio, che era che Noa chiamasse la sua sorellina, Natalie, e le offrisse consigli su come gestire l'inizio di una nuova scuola. Mentre è in un club, l'ex fidanzato di Noa, Colin Davis, cerca di riconquistarla. Il suo manager, Lewis, rivela a Daniel che Noa ha una storia di scherzi con estranei e che non lo ama davvero. Daniel se ne va disgustato e torna a casa, ma il giorno dopo scopre che la panetteria della sua famiglia ha dozzine di nuovi clienti dopo che Noa li ha ringraziati sui social media. Poi trova Noa ad aspettarlo fuori, dicendo che gli deve ancora un terzo desiderio.
- Ascolti Italia: telespettatori 830 000 – share 10,2%.[5]

## L'appuntamento
- Titolo originale: Ruin My Life
- Diretto da: David Frankel & Steve Pearlman
- Scritto da: Dean Georgaris & Becky Hartman Edwards

### Trama
Per recuperare ieri, Noa invita Daniel alla sua festa di compleanno. Le cose si complicano rapidamente quando Vanessa lo rintraccia e gli chiede di incontrarla per un appuntamento.  Un critico gastronomico fa un grosso ordine al panificio. Durante la preparazione, il forno si rompe e la famiglia riesce a portare a termine solo una parte dell'ordine. Il critico rimane comunque colpito e decide di dare una buona recensione al panificio.  Natalie incontra Amy, una compagna di studi, mentre fa shopping.  Daniel sta per partire per il suo appuntamento quando Piper gli chiede di restare, poiché Noa ha bisogno di una spalla su cui piangere poiché odia il suo compleanno a causa del padre che non si è mai presentato e della madre mentalmente incapace di partecipare. Daniel la porta in spiaggia, dove si tuffano e si baciano. Noa chiede a Daniel di venire con lei la prossima settimana a Porto Rico. Vanessa, infuriata per il fatto che Daniel l'abbia alzata in piedi e convinta di poterlo costringere a tornare da lei, inizia a tramare un piano per rovinare la sua nuova relazione.
- Ascolti Italia: telespettatori 149 000 – share 3,6%.[6]

## Lasciati trasportare
- Titolo originale: Get Carried Away
- Diretto da: Joanna Kerns
- Scritto da: Valentina L. Garza

### Trama
Daniel accompagna Noa in un viaggio di beneficenza a Porto Rico, ma devono ancora mantenere segreta la loro relazione.  Durante il pranzo, incontrano uno chef di street food locale di nome Ruben. Noa filma la conversazione di Daniel con Ruben. Più tardi, Noa ha un incontro con una regista, Melanie Caan, che le offre un ruolo nel suo nuovo film.  Tuttavia, è stato rivelato che anche Colin reciterà nel film e che è stato lui ad averle ottenuto la parte. Dopo aver visto Colin parlare con Daniel, Noa decide di non accettare il ruolo. A causa di un guasto alla conduttura dell'acqua, Noa e il suo team sono costretti a trovare una nuova sede e nuovi ristoratori per il gala di beneficenza di Noa. Con l'aiuto di Daniel, sono in grado di spostare il galà all'aperto e farsi aiutare da Ruben mangiando cibo di strada locale al galà. Vanessa aiuta Mateo a ottenere un posto come DJ. Mari invita Amy a cena. Natalie e Amy si scambiano quasi un bacio, ma Natalie si spaventa e manda via Amy. Noa e Daniel scappano dal gala e si baciano quando pensano di essere soli, ma non si rendono conto che qualcuno li sta fotografando.
- Ascolti Italia: telespettatori 176 000 – share 4,57%.[7]

## Credo che farà coming out
- Titolo originale: I Think She's Coming Out
- Diretto da: Erica Dunton
- Scritto da: Albert Torres

### Trama
Dopo essere stata sorpresa a rubare pasticcini fuori dalla panetteria nelle ultime settimane, la famiglia di Daniel insiste che Noa venga a cena per incontrarli.  Noa accetta entusiasta e la famiglia va in overdrive cercando di rendere le cose perfette, con Mateo che rinuncia al suo concerto organizzato da Vanessa e Natalie che invitano Amy a unirsi a loro (dato che si stavano preparando per andare al cinema quella sera). Inizialmente, la cena procede senza intoppi, fino a quando Noa inavvertitamente rivela Natalie a tutta la famiglia, seguita da Vanessa che si presenta per portare la zuppa a Mateo dopo che quest'ultimo ha finto un mal di gola per uscire dal suo concerto.  È furiosa che Noa sia stata invitata a cena, spingendo Daniel ad andare a parlarle. Dice che il suo amore per Noa non è solo una fantasia, e che lui e Vanessa non saranno mai felici e contenti.  Nel frattempo, mentre Noa va via, scopre che i paparazzi hanno scoperto la sua posizione che è stata rivelata da Lewis, che era ad un appuntamento ed è stato sentito dal suo cameriere. Rafael fa uscire di nascosto Noa e Daniel, ma un giornalista di un tabloid li scopre. Soppesando le loro opzioni, Daniel e Noa decidono di rendere pubblica la loro relazione.
- Ascolti Italia: telespettatori 452 000 – share 7,07%.[8]

## La luna di miele è finita
- Titolo originale: Honeymoon's Over
- Diretto da: Jay Karas
- Scritto da: Sasha Stroman

### Trama
La relazione di Noa e Daniel è diventata pubblica. Mari lotta con la sessualità di Natalie. Lewis si avvicina a Vanessa e cerca di convincerla a firmare un accordo di non divulgazione. Lei rifiuta e invia a Daniel un messaggio in cui lo accusa di aver cercato di comprarla. Daniel affronta con rabbia Lewis, dicendogli quanto questo debba essere offensivo per Vanessa. Daniel chiede a Noa se sta bene nel modo in cui Lewis sta gestendo la situazione e litigano.  Più tardi, entrambi si scusano e promettono di provare ad adattarsi agli stili di vita dell'altro. Noa organizza un incontro con il Food Channel per Daniel dopo aver inviato loro il suo video con Ruben, ma i produttori sembrano essere più interessati alla relazione tra Noa e Daniel che alla visione di Daniel per uno show televisivo. Melanie Caan offre a Noa il ruolo principale nel suo prossimo film, che girerà per tre mesi in Marocco.  Noa chiede a Daniel di venire con lei in Marocco. Kurt, un giornalista, si avvicina a Vanessa e le rivela che Daniel e Noa si erano effettivamente incontrati poco prima della proposta di Vanessa, cosa che la fa arrabbiare.
- Ascolti Italia: telespettatori 307 000 – share 5,6%.[9]

## Effetti collaterali
- Titolo originale: Side Effects
- Diretto da: Steve Pearlman
- Scritto da: Christina Quintana & Michael V. Ross

### Trama
Vanessa accetta di sedersi per un'intervista con Kurt Mallick, che solleva domande sulle circostanze della rottura tra Vanessa e Daniel. Tutto questo è stato trasmesso in diretta televisiva durante un'intervista riguardante il ruolo imminente di Noa nel film di Melanie Caan, dipingendo Noa come un'intrusa nella precedente relazione di Daniel. Allo stesso tempo, la copertura stampa dell'incidente causa problemi a Natalie a scuola, con conseguente sospensione a seguito di un alterco fisico con un altro studente. Dopo aver scoperto che Amy ha affrontato azioni disciplinari in passato, Mari proibisce a Natalie di vederla. Nel frattempo, Mateo rinuncia alla musica dopo che il suo incontro con un importante produttore musicale rivela che voleva davvero lavorare con Vanessa. Mari e Rafael scoprono che la società di costruzioni che hanno assunto per espandere la panetteria era una truffa. Successivamente scoprono l'amianto nelle pareti del panificio, con conseguente chiusura temporanea.  Dopo che Daniel rivela alla sua famiglia che partirà per il Marocco per sostenere la carriera cinematografica di Noa, viene affrontato da Kurt Mallick, che aggredisce dopo aver fatto un commento sprezzante su Noa, che scopre che suo padre, che è stata emancipata a 16 anni, sta cercando di toglierle compagnia.  Noa confida a Daniel che dovrà cavarsela da sola.
- Ascolti Italia: telespettatori 117 000 – share 0,5%.[10]

## Tutto all'aria
- Titolo originale: Blow Out
- Diretto da: Mark Polish
- Scritto da: William Harper

### Trama
All'indomani dei recenti e tumultuosi eventi, la famiglia Garcia è nel caos. Daniel viene arrestato dopo aver aggredito Kurt Mallick, Mateo rinuncia alla sua musica e Natalie sfida i suoi genitori saltando la scuola per andare a un festival musicale con Amy, nonostante l'avvertimento di sua madre di stare lontano da lei. Nel frattempo, il padre di Noa usa il recente arresto di Daniel come leva per convincere i suoi azionisti a trasferire a lui il controllo della sua azienda. Lewis parla con il padre di Noa, il quale ammette che i recenti problemi finanziari con i clienti di Singapore sono il motivo principale per cui vuole ottenere il controllo dell'azienda lontano da sua figlia. Vanessa convince Kurt a far cadere le accuse contro Daniel e i due riescono a riparare amichevolmente la loro relazione interrotta.  Il padre di Noa ammette la sua ostile acquisizione e Noa scopre la situazione medica di Lewis riguardo alla sua diagnosi di cancro alla prostata. Natalie e Mari si riconciliano dopo che Mari dice a Natalie di come le sue ultime parole a sua madre siano state di disprezzo.  Daniel e Noa si incontrano dopo tutto, dove Noa dice a Daniel che non dovrebbero più vedersi dato tutto il conflitto che la loro relazione ha causato a entrambi. Arrabbiato che tutto ciò che hanno passato sia stato vano, Daniel si allontana solennemente da Noa.
- Ascolti Italia: telespettatori 381 000 – share 7,55%.[11]

## Posso avere questo ballo
- Titolo originale: May I Have This Dance?
- Diretto da: Melanie Mayron
- Scritto da: Terrence Coli

### Trama
Rafael e Mari stanno avendo problemi a fare i conti, così Rafael decide di cancellare la quinceanera di Natalie. Natalie si rivolge a Noa per chiedere aiuto, ma Rafael si rifiuta di prendere i soldi di Noa. Daniel convince Rafael ad accettare i soldi di Noa e lanciano una grande quinceanera per Natalie. Mateo invita Vanessa alla quinceanera e lei decide di invitare Marlow, un produttore musicale, ad ascoltare la musica di Mateo dal vivo. Marlow accetta di andare finché Vanessa sarà il suo appuntamento. Mateo diventa geloso quando vede Vanessa e Marlow alla quinceanera.  Mateo affronta Vanessa in seguito e i due finiscono per fare sesso. Daniel e Noa si vedono di nuovo per la prima volta dopo la loro rottura. Noa chiede a Daniel se c'è qualche possibilità che tornino insieme, ma Daniel dice a Noa che gli piace di più la sua vita ora che si sono lasciati, dal momento che non viene più molestato dai paparazzi. Il giorno dopo, a Daniel viene offerto un lavoro dal critico gastronomico Thomas Gold, che ha visto i suoi video di critico gastronomico.
- Ascolti Italia: telespettatori 298 000 – share 7,01%.[12]

## Non si può avere sempre quello che si vuole
- Titolo originale: You Can't Always Get What You Want
- Diretto da: Steve Pearlman
- Scritto da: Valentina L. Garza

### Trama
Noa fa ammenda con Colin e gli racconta della sua rottura con Daniel. Le suggerisce di andare in Marocco prima dell'inizio della produzione del film di Melanie Caan, così possono prepararsi e forse capire se c'è ancora un futuro per loro. Noa è d'accordo e fanno piani per partire quella sera. Daniel, che sta pensando di accettare l'offerta di lavoro di Thomas Gold, inizia a chiedersi se ha sbagliato a rifiutare Noa. Tuttavia, quando cerca di incontrarla nel suo ufficio, la vede abbracciare Colin e se ne va senza parlarle. Rafael e Mari vengono avvicinati da Rick Jameson, un investitore immobiliare, che vuole acquistare la panetteria. Natalie scopre che Jameson lavora per un fondo immobiliare da miliardi di dollari, che prevede di rimuovere le attività locali dall'area e introdurre catene nazionali.  Daniel riceve una chiamata da Lewis, che lo incoraggia a recarsi nell'ufficio di Noa prima che parta per il Marocco. Daniel e Mateo si dirigono verso l'ufficio di Noa, ma quando arrivano lì è troppo tardi perché Noa è già partita per l'aeroporto. Daniel non arriva in tempo al gate, ma Noa, che aveva ripensato al suo viaggio, aveva già deciso di scendere dall'aereo. Noa e Daniel si incontrano fuori dall'aeroporto e si baciano. Rafael e Mari decidono di non vendere la panetteria. Più tardi, Noa e Daniel rivelano che ora sono fidanzati.
- Ascolti Italia: telespettatori 322 000 – share 7,2%.[13]